# Ulla Jelpke
Ursula „Ulla” Jelpke (Hamburg, 1951. június 9. –) német marxista újságíró és politikus. A Bundestagban a Die Linke baloldali párt belügyi szóvivője.
Fodrászként és könyvárusként dolgozott, majd szociológiából és gazdaságból diplomázott. 1981 és 1989 közt kétszer volt a hamburgi parlament tagja, a zöldek listájáról került be. 1990 óta a 12-14., 16. és 17. Bundestag tagja. 2002-től 2005-ig a Junge Welt újság belföldi részlegének vezetője volt, 2003 óta az Ossietzky magazin egyik szerkesztője.